# 헤이븐 (음악 그룹)
헤이븐은 대한민국의 음악 그룹이다.

## 방송
- 제27회 CBS 크리스천 뮤직 페스티벌 (2016) - 대상

## 음반
- Infinity Music Christmas (2012)
- 제27회 CBS 크리스천뮤직페스티벌 (2017)
- Humor (2017)